# Орден «Перемога Соціалізму»
Орден «Перемога соціалізму» (рум. Victoria Socialismului) — одна з вищих нагород Соціалістичної Республіки Румунії, вручається, як правило, з присвоєнням звання Герой Соціалістичної Республіки Румунії.
Орден міг також вручатися іншим заслуженим особам за умови наявності особливих заслуг у справі побудови соціалізму або ж особливих заслуг у справі захисту батьківщини. Засновано в єдиному класі декретом № 167 від 6 травня 1971 року. Число нагороджень орденом з моменту його заснування і до ліквідації соціалістичного ладу в Румунії було вкрай невелике, при цьому його тричі (з отриманням звання Героя) удостоювався Ніколає Чаушеску.
Орден проводився у двох модифікаціях. Орден першого типу являє собою п'ятикутну серебреную зірку (матеріал — срібна бронза або томпак, в окремих випадках срібло чи золото для вищих чиновників). Центральні промені зірки прикрашені позолоченими колоссям, кутові промені покриті сріблом, гладкі і плоскі, що розширюються до краю. Середину зірки займає покритий червоною або оранжевою емаллю вінок із зубами, по внутрішній каймі якого розташовані лаврові гілки, а нижню частину покривають два прапори: зліва — прапор Комуністичної Партії Румунії, праворуч — румунська синьо-жовто-червоний триколор. Усередині вінка розташований медальйон у вигляді емалевої карти Румунії, на якій розміщений емалевий смолоскип з літерою V (скорочення від «Victoria», «Перемога»). Зворотний бік ордена гладка, увігнута, забезпечена у верхній частині поперечної застібкою із захисним механізмом.
Орден другого типу мав менші розміри, центральні промені зірки не були прикрашені колоссям, а були гладкими або прикрашеними дрібними дорогоцінними каменями. Камінням також могла бути прикрашена внутрішня облямівка вінка.

## Кавалери ордена
Серед кавалерів ордена «Перемога соціалізму»:
- Ніколає Чаушеску (1971, 1978, 1988)
- Йосип Броз Тіто (1972)
- Захарія Станку (1972)
- Петра Константінеску-Яшь (1972)
- Долорес Ібаррурі (1975)
- Леонід Ілліч Брежнєв (1981)
- Кім Ір Сен (1987)
- Еріх Гонекер (1987)
- Густав Гусак (1988)